# Ronald Ramón
Ronald Ricardo Ramón Guerrero (Bronx, 14 gennaio 1986) è un ex cestista statunitense naturalizzato dominicano.

## Carriera
Con la Rep. Dominicana ha disputato due edizioni dei Campionati mondiali (2014, 2019) e due dei Campionati americani (2011, 2013).